# Alfonso Doria Pamphili Landi
Alfonso Doria Pamphili Landi, XV principe di Melfi (Roma, 25 settembre 1851 – Roma, 5 dicembre 1914), è stato un nobile e politico italiano.

## Biografia

### Infanzia
Nato a Roma il 25 settembre 1851, membro della famiglia della nobiltà romana Doria Landi Pamphili, era figlio di Filippo Andrea V e della nobildonna inglese Maria Alathea Talbot. 

### Matrimonio
Sposò Emilia Pelham Clinton, figlia del VI Duca di Newcastle, con cui ebbe quattro figli.

### Principe di Melfi
Nel 1890, alla morte del fratello Giovanni Andrea, privo di eredi, assunse i titoli nobiliari di Principe di Melfi e del Sacro Romano Impero.
Fu attivo alla corte dei Savoia e in diverse istituzioni di beneficenza. Fu consigliere comunale dal 1893 al 1897. Nel 1894 fu nominato senatore, scelto fra le "persone che da tre anni pagano tremila lire d'imposizione diretta in ragione dei loro beni o della loro industria". 
Nel 1898 divenne presidente della neonata Cassa Nazionale della Previdenza (oggi INPS). 
Fu anche vice presidente della Croce Rossa ed è stato tra i fondatori della scuola per infermieri professionali per bambini abbandonati.

### Morte
Morì il 5 dicembre 1914 a Roma.

## Discendenza
Il principe Alfonso ed Emilia Pelham Clinton ebbero tre figli: 
- Filippo Andrea VI, che fu sindaco di Roma dopo la Liberazione;
- Orietta, che sposò Febo Borromeo d'Adda;
- Giovanni Andrea, morto in tenera età.

## Ascendenza
|                                                           |                    |                                | Genitori                                                         |  |  | Nonni |  |  | Bisnonni                                          |  |  | Trisnonni                                           |  |
|                                                           |                    |                                |                                                                  |  |  |       |  |  | Andrea Doria Landi Pamphili, IX principe di Melfi |  |  | Giovanni Andrea Doria Landi, VIII principe di Melfi |  |
|                                                           |                    |                                |                                                                  |  |  |       |  |  | Andrea Doria Landi Pamphili, IX principe di Melfi |  |  | Giovanni Andrea Doria Landi, VIII principe di Melfi |  |
|                                                           |                    | Eleonora Carafa della Stadera  |                                                                  |  |  |       |  |  | Andrea Doria Landi Pamphili, IX principe di Melfi |  |  |                                                     |  |
| Luigi Doria Landi Pamphili, X principe di Melfi           |                    |                                |                                                                  |  |  |       |  |  | Andrea Doria Landi Pamphili, IX principe di Melfi |  |  |                                                     |  |
|                                                           |                    | Leopoldina di Savoia-Carignano | Luigi Vittorio di Savoia-Carignano, principe di Carignano        |  |  |       |  |  |                                                   |  |  |                                                     |  |
|                                                           |                    | Leopoldina di Savoia-Carignano | Luigi Vittorio di Savoia-Carignano, principe di Carignano        |  |  |       |  |  |                                                   |  |  |                                                     |  |
|                                                           |                    | Leopoldina di Savoia-Carignano | Cristina Enrichetta d'Assia-Rheinfels-Rotenburg                  |  |  |       |  |  |                                                   |  |  |                                                     |  |
| Filippo Andrea Doria Landi Pamphili, XI principe di Melfi |                    | Leopoldina di Savoia-Carignano |                                                                  |  |  |       |  |  |                                                   |  |  |                                                     |  |
|                                                           |                    | Domenico Orsini                | Filippo Bernualdo Orsini, VII principe di Solofra                |  |  |       |  |  |                                                   |  |  |                                                     |  |
|                                                           |                    | Domenico Orsini                | Filippo Bernualdo Orsini, VII principe di Solofra                |  |  |       |  |  |                                                   |  |  |                                                     |  |
|                                                           |                    | Domenico Orsini                | Maria Teresa Caracciolo                                          |  |  |       |  |  |                                                   |  |  |                                                     |  |
| Teresa Orsini                                             |                    | Domenico Orsini                |                                                                  |  |  |       |  |  |                                                   |  |  |                                                     |  |
|                                                           |                    | Faustina Caracciolo            | Giuseppe Caracciolo, VI principe di Torella                      |  |  |       |  |  |                                                   |  |  |                                                     |  |
|                                                           |                    | Faustina Caracciolo            | Giuseppe Caracciolo, VI principe di Torella                      |  |  |       |  |  |                                                   |  |  |                                                     |  |
|                                                           |                    | Faustina Caracciolo            | Beatrice de Alarcón y Mendoza, XI marchesa della Valle Siciliana |  |  |       |  |  |                                                   |  |  |                                                     |  |
| Alfonso Doria Landi Pamphili, XII principe di Melfi       |                    | Faustina Caracciolo            |                                                                  |  |  |       |  |  |                                                   |  |  |                                                     |  |
|                                                           | John Joseph Talbot | Charles Talbot                 |                                                                  |  |  |       |  |  |                                                   |  |  |                                                     |  |
|                                                           | John Joseph Talbot | Charles Talbot                 |                                                                  |  |  |       |  |  |                                                   |  |  |                                                     |  |
|                                                           | John Joseph Talbot | Mary Mostyn                    |                                                                  |  |  |       |  |  |                                                   |  |  |                                                     |  |
| John Talbot, XVI conte di Shrewsbury                      | John Joseph Talbot |                                |                                                                  |  |  |       |  |  |                                                   |  |  |                                                     |  |
|                                                           |                    | Catherine Clifton              | Thomas Clifton                                                   |  |  |       |  |  |                                                   |  |  |                                                     |  |
|                                                           |                    | Catherine Clifton              | Thomas Clifton                                                   |  |  |       |  |  |                                                   |  |  |                                                     |  |
|                                                           |                    | Catherine Clifton              | Jane Bertie                                                      |  |  |       |  |  |                                                   |  |  |                                                     |  |
| Mary Talbot                                               |                    | Catherine Clifton              |                                                                  |  |  |       |  |  |                                                   |  |  |                                                     |  |
|                                                           |                    | William Talbot                 | Matthew Talbot                                                   |  |  |       |  |  |                                                   |  |  |                                                     |  |
|                                                           |                    | William Talbot                 | Matthew Talbot                                                   |  |  |       |  |  |                                                   |  |  |                                                     |  |
|                                                           |                    | William Talbot                 | Jane ?                                                           |  |  |       |  |  |                                                   |  |  |                                                     |  |
| Maria Theresa Talbot                                      |                    | William Talbot                 |                                                                  |  |  |       |  |  |                                                   |  |  |                                                     |  |
|                                                           |                    | Mary O'Toole                   | Laurence O'Toole, lord di Buxton                                 |  |  |       |  |  |                                                   |  |  |                                                     |  |
|                                                           |                    | Mary O'Toole                   | Laurence O'Toole, lord di Buxton                                 |  |  |       |  |  |                                                   |  |  |                                                     |  |
|                                                           |                    | Mary O'Toole                   | Elizabeth Margaret Masterson                                     |  |  |       |  |  |                                                   |  |  |                                                     |  |
|                                                           |                    | Mary O'Toole                   |                                                                  |  |  |       |  |  |                                                   |  |  |                                                     |  |